# Ormoy (Essonne)
Ormoy  [ɔʁmwa] je francouzská obec v departementu Essonne v regionu Île-de-France. Leží 32 kilometrů jihovýchodně od Paříže.

## Jméno obce
Původ názvu není znám. V roce 1793 vznikla obec pod názvem Ormoy-lès-Essonnes, později byl přídomek vypuštěn.

## Geografie
Sousední obce: Villabé, Corbeil-Essonnes, Mennecy a Le Coudray-Montceaux.

## Památky
- kostel sv. Jakuba z 12. století

## Vývoj počtu obyvatel
Počet obyvatel

## Vzdělání
Obec má jednu mateřskou a jednu základní školu Louise Pasteura.